# Julian Gloag
Julian Gloag (2 de julio de 1930 - 12 de septiembre de 2023) fue un novelista y guionista inglés. Fue autor de once novelas, la más conocida de las cuales es la primera, Cada noche a las nueve (Our Mother’s House 1963, Impedimenta 2024), que fue llevada al cine por Jack Clayton y protagonizada por Dirk Bogarde.
Gloag nació en Londres, donde pasó la mayor parte de su infancia. Asistió al Magdalene College de Cambridge y luego emigró a los Estados Unidos antes de establecerse en Francia. Aunque su reputación literaria ha declinado un poco en Gran Bretaña, sigue siendo popular en Francia, donde vivió gran parte de su vida, y allí la mayor parte de su obra está disponible traducida por Gallimard. Gloag murió en Provins el 12 de septiembre de 2023, a la edad de 93 años 

## Cada noche a las nueve (Our Mother’s House)

### Sinopsis
La historia trata de los siete hijos de Hook, que deciden no denunciar la muerte de su madre por miedo a ser separados y enviados a un orfanato. En su lugar, la entierran en el jardín trasero, fingiendo ante el mundo exterior que está enferma y recluida en su habitación. Sus problemas comienzan cuando unos funcionarios curiosos hacen averiguaciones y unos vecinos bienintencionados les ofrecen ayuda. Los niños empiezan a pelearse cuando aparece un enigmático desconocido que dice ser su padre.
La primera novela de Gloag, Cada noche a las nueve, fue un éxito inesperado y le lanzó a la escena literaria de los años sesenta. La novela recibió grandes elogios por parte de muchos críticos destacados. Evelyn Waugh la leyó «con gran placer y admiración». Christopher Fry afirma que la novela «me atrajo a su mundo desde la primera página y me retuvo en él... una historia penetrante y conmovedora, que en cada momento toca incluso más de lo que habla». The London Magazine compara la obra con El señor de las moscas de William Golding y afirma que «consigue efectos explosivos con un material aparentemente poco prometedor» 

### Versión cinematográfica
El director de cine Jack Clayton, que había dirigido previamente Un lugar en la cumbre, se enteró de la novela de Gloag a través de su amigo, el escritor canadiense Mordecai Richler, y la encontró "instantáneamente fascinante". La versión cinematográfica de Cada noche a las nueve fue producida por MGM y Filmways y estrenada en 1967. Dirk Bogarde interpretó al padre, Charlie Hook, Yootha Joyce interpretó a la señora de la limpieza, la Sra. Quayle, y Mark Lester interpretó a Jiminee, uno de los niños más pequeños.
Aunque fue un fracaso comercial, la película recibió buenas críticas de Roger Ebert, quien destacó los elementos góticos, como la casa desolada y deteriorada y los intentos de comunicarse con el mundo espiritual, junto con los paralelismos con El señor de las moscas. Elogia al conjunto de actores infantiles y dice que “ningún actor adulto puede aspirar a competir con sus inocentes ojos azules”. Dirk Bogarde recibió una nominación al BAFTA y describió trabajar en el proyecto como una de las experiencias más felices de su carrera. La estrella infantil Mark Lester alcanzó una gran fama un año después con el papel principal en el musical cinematográfico Oliver! 

### Polémica por las similitudes conJardín de cementode Ian McEwan
Cuando se publicó Jardín de cemento de Ian McEwan en 1978, algunos críticos notaron similitudes notables entre esa novela y Cada noche a las nueve, y este problema resurgió en 2006 cuando McEwan fue acusado nuevamente de copiar pasajes de las memorias de Lucilla Andrews No Time for Romance para las secciones del hospital de guerra de su novela Expiación.
Jardín de Cemento y Cada noche a las nueve comparten temas y argumentos comunes. En ambos casos se trata de un grupo de niños de distintas edades que ocultan la muerte de su madre e inhuman su cadáver en la casa familiar, y luego intentan seguir adelante con normalidad lo mejor que pueden. En ambas obras se respira una atmósfera gótica de creciente extrañeza, decadencia y desenlace, que evoca el mundo de El señor de las moscas, solo que esta vez dirigido a un público adulto. En ambas tramas, el desenlace llega con la llegada de personajes masculinos de mayor edad que descubren lo que realmente está ocurriendo.
El propio McEwan negó la acusación de plagio, alegando que no tenía conocimiento de Cada noche a las nueve. Gloag estaba convencido de que había sido plagiado y expresó sus puntos de vista en Word for Word, un programa de libros de la BBC de los años 70 presentado por Robert Robinson; el panel de discusión incluyó al editor de McEwan, Tom Maschler, y Auberon Waugh. La creencia de Gloag lo llevó a escribir la novela posterior Lost and Found, publicada en 1981, que trata sobre un escritor cuya novela es copiada por otro, quien la hace pasar como suya.

## Novelas de mediados de los años 60 y 70

### Sentencia de vida
La segunda novela de Gloag, Sentencia de vida (A Sentence Of Life 1966, Plaza & Janés 1968), cuenta la historia de Jordan Maddox, que de repente se ve acusado de asesinato. Al principio le parece una divertida equivocación, pero la policía lo considera culpable. Encarcelado, se somete a un angustioso juicio y a una oscura noche del alma en la que se enfrenta a un sentimiento de culpa más general.

### Maundy
En Maundy (1968), el protagonista epónimo es un banquero modesto que planea casarse, hasta que sufre un “desmembramiento psíquico” y comienza una ola de violencia y vandalismo. El crítico del New York Times James R. Frakes dice que la novela “…tiene todos los rasgos de un embudo o un torbellino: todo el movimiento de la trama es un remolino descendente, una caída implacable desde la luz del sol hasta la noche devoradora”.

### A Woman Of Character
Los temas de sufrimiento y alienación continúan en Woman Of Character (1973), que involucra el asesinato de su prometido por parte de Anne Mansard y las complicaciones subsiguientes en torno a su patrimonio. Pronto su amante y varios miembros de su familia y amigos también sufren un final prematuro, todo para beneficio de Anne.
Paul Theroux en The New York Times dice: “Está impregnado de un hedor abrumador de decadencia, de personajes secundarios que son demonios perfectos y que merecen todo lo que el súcubo tentativo del título les inflige”.

## Novelas de los años 1980

### Sleeping Dogs Lie
La quinta novela de Gloag, Sleeping Dogs Lie (1980), es otro misterio de asesinato y novela policíaca, que el crítico de Kirkus compara con el mundo psicológico desordenado de Spellbound de Hitchcock, con las vueltas de la trama y las pistas falsas de Agatha Christie. Al igual que en las obras anteriores de Gloag, los traumas infantiles y la intervención psiquiátrica se mezclan con el crimen y las intrigas sexuales en una narrativa compleja y estratificada.

### Lost and Found
En su reseña en Spectator, AN Wilson describe Lost and Found como la “dulce venganza” de Julian Gloag por el plagio percibido de Cada noche a las nueve de Ian McEwan en Jardín de cemento. 
Ambientada íntegramente en Francia, la historia presenta a Paul Molphey, un maestro de escuela y escritor de aproximadamente la edad de Gloag. Cuando era joven, Paul escribe una novela y la envía, sin obtener respuesta alguna. Muchos años después, descubre que un escritor prometedor, Jean-Pierre Montbarbon (que tiene aproximadamente la edad de McEwan), ha ganado un premio por su nueva novela. Paul lee la novela y la encuentra suya, reproducida casi palabra por palabra: “Volvió al principio y empezó de nuevo, aunque casi no tuvo necesidad de leer. La sabía de memoria. Había vuelto por fin. Señales de un mundo nuevo. Palabra por palabra, sólo los nombres cambiados”.
Enfurecido, Paul viaja a París con un revólver cargado para enfrentarse a Montbarbon, y el crítico Wilson considera este acontecimiento como un “subtexto fascinante” de la historia real del éxito de Jardín de cemento. También elogia la escritura en general, citando las maravillosas descripciones de la vida francesa.
En 2013, Editions Autrement publicó una nueva versión en francés bajo el título L'imposteur (El impostor).

### Blood For Blood
El asesinato es el tema una vez más en Blood For Blood (1985), donde un destacado abogado, Vivian Winter, es apuñalado hasta la muerte en su apartamento. El escritor fracasado Ivor Speke se convierte en detective y descubre una red de intrigas que rodea a los antiguos clientes de Winter. Los patrones emergen y el misterio se profundiza cuando Speke profundiza en los detalles del testamento de Winter.
El crítico del New York Times, John Gross, señala que Gloag, con sus novelas desde Our Mother's House en adelante, "se ha ganado una reputación de maestro de lo macabro". Blood For Blood es más bien un thriller convencional, dice, “…pero hay pocos thrillers que puedan igualar sus rápidos y psicológicamente reveladores trazos de caracterización, y sea cual sea la categoría a la que lo asignemos, sigue siendo una historia excepcionalmente apasionante”.

### Only Yesterday
Only Yesterday (1986), una breve "comedia de salón", trata sobre el anciano arquitecto jubilado Oliver, su esposa May, su hijo de mediana edad, Rupert, y su hija Miranda. La acción se desarrolla durante un fin de semana, cuando Rupert aparece y anuncia que se divorcia una vez más y deja su trabajo sin ninguna razón real excepto el malestar de la mediana edad. También aparece Miranda, una estudiante de medicina de primer año, feliz porque su padre ha abandonado a su madre militante y feminista. “ Only Yesterday hace un espléndido trabajo al definir tres generaciones unidas por lazos familiares que son más fuertes que la tontería, la mala voluntad e incluso la mezquindad”.

## Novelas de los años 1990

### Love as a Foreign Language
Ambientada en París en 1989 (el bicentenario de la Revolución), Love as a Foreign Language (1991) trata de Connie y Walter, quienes se conocen en un curso de enseñanza de inglés. Mientras comparten ejercicios de lenguaje y juegos de vocabulario, se enamoran, pero la diferencia de edad y las preocupaciones de su vida personal trabajan para separarlos.

### Le passeur de la nuit
En Le passeur de la nuit (1996), Aaron es voluntario de Secours-Amitié (un servicio de asesoramiento telefónico similar a los Samaritanos británicos), y también cuida de su esposa enferma mientras dirige una librería y cataloga la inmensa biblioteca de la rica Matilda. Aunque es un hombre bueno y compasivo, las circunstancias lo llevan a convertirse en un criminal. La narración se desarrolla en parte a través de las conversaciones telefónicas de Aaron con los necesitados y desesperados, y como en el trabajo anterior de Gloag, hay elementos góticos:

### Chambre d'ombre
La última novela de Gloag, Chambre d'ombre (1996), fue adaptada de su obra de teatro The Dark Room por sugerencia de la editorial parisina Editions Autrement. La historia gira en torno a Deb y Greg, una pareja de Edimburgo que vive en un apartamento destartalado con un bebé pequeño y que acaba contratando a una señora de la limpieza sordomuda, la Sra. Keats.

## Obras de teatro para televisión
Gloag ha escrito dos obras de teatro para televisión. La primera es Only Yesterday, una adaptación de su novela homónima, dirigida por Guy Slater y protagonizada por Paul Scofield y Wendy Hiller, que fue emitida por la BBC en 1986.
La segunda es The Dark Room, parte de la serie BBC Play on One y se emitió en 1988. Fue protagonizada por Susan Wooldridge y Philip Jackson y nuevamente dirigida por Guy Slater. El guión fue posteriormente novelizado para Editions Autrement como Chambre d'ombre.

### Novelas
- Cada noche a las nueve (1963, Impedimenta 2024)
- Sentencia de vida (1966, Plaza & Janés 1968)
- Maundy (1968)
- Woman Of Character (1973)
- Sleeping Dogs Lie (1980)
- Lost and Found (1981)
- Sangre por sangre (1985)
- Blood For Blood (1986)
- Love as a Foreign Language (1991)
- Le passeur de la nuit (1996)
- Chambre d'ombre (1996)

### Obras de teatro
- Only Yesterday (1986)
- The Dark Room (1987)